# Јавуз Али-паша
Јавуз Али-паша, познат и као Малкоч Али-паша (умро 26. јула 1604) је био османски државник који је обављао функцију великог везира од 1603. до 1604. године.

## Биографија
Припадао је породици Малкочоглу. На функцију великог везира дошао је 16. октобра 1603. године. Заменио је Јемишки Хасан-пашу кога је убио султан Мехмед III. На функцији се задржао до своје смрти 26. јула 1604. године. Умро је у Београду. Сем функције великог везира, Јавуз Али-паша је обављао функцију намесника Египта од 1601. до 1603. године.